# Antonio Velaz de Medrano, I marqués de Tabuérniga
Antonio Velaz de Medrano y Altamirano (Labastida, 1637-Spa, 1683) fue un destacado noble y militar español del reinado de Carlos II, que desempeñó el cargo de gobernador de la estratégica ciudad de Nieuwpoort en Flandes. Fue el I marqués de Tabuérniga, título concedido por el soberano en 1682. También es conocido por haber protagonizado una iniciativa diplomática curiosa al negociar con las Provincias Unidas de los Países Bajos la cesión de la isla de Tobago a su persona.

## Primeros años
Era hijo de Pedro Velaz de Medrano y de María de Altamirano Ponce de León. En 1644 tras el nombramiento de su padre como capitán general de la Armada de Barlovento y siendo todavía niño pasó a las Indias con su familia instalándose en el virreinato de Nueva España. Allí fueron detenidos y puestos bajo custodia en la ciudad de Atlixco tras la noticia de la deserción de su padre al bando portugués. Liberados en 1650, Antonio escogió la carrera de las armas para limpiar el honor familiar. 

## Carrera militar
En 1651 se enroló en las galeras de España participando en diversas acciones del frente catalán como la toma de Mataró, el sitio y toma de Barcelona, la recuperación del fuerte de San Juan de los Reyes o la ocasión de San Feliú. Una vez apaciguada la rebelión catalana pasó al frente portugués, engrosando primero el ejército de Extremadura, con el que participó en la entrada del duque de Osuna por la parte de Portalegre. Fue herido de cierta gravedad y hecho prisionero. 
Una vez liberado continuó sus servicios, participando en las ocasiones de Badajóz y Elvas, en 1658. Tras estos reveses se trasladó al ejército de Galicia donde siguió con sus servicios por espacio de 9 años. 

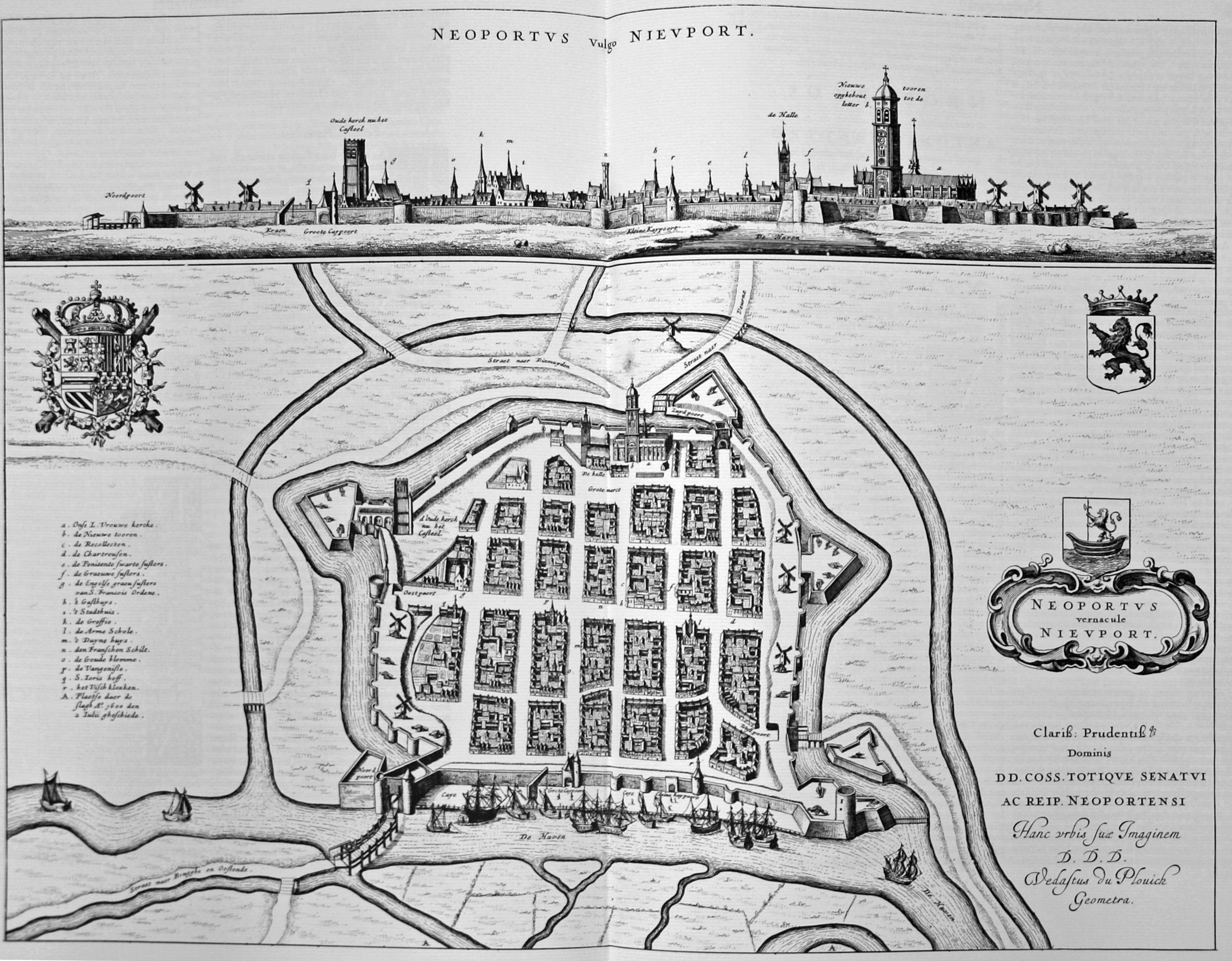
Plano y alzado de la ciudad de Nieuwpoort en 1641.

Tras la firma de la paz con Portugal, Antonio encaminó sus pasos a su destino definitivo: Flandes. Es estas provincias se materializaron gracias y ascensos gracias a la protección del gobernador, el conde de Monterrey: el hábito de Santiago, el ascenso a capitán de caballería ligera, el grado de sargento general de batalla y el nombramiento como gobernador de Nieuwpoort. Este último encargo se le hizo en 1671. Al año siguiente comenzó la Guerra de Holanda, por lo que D. Antonio tuvo que hacer frente en primera línea fronteriza a las hostilidades de los franceses. Para evitar que estos pudieran hacerse con la plaza tomó, entre otras medidas, la decisión de romper los diques que protegían las inmediaciones de la localidad, inundándolas. Aunque esto dañó la economía de la región, dificultó el avance francés e impidió la previsible caída de la plaza.

## Duelista
La práctica de los duelos estaba hondamente arraigada en la Europa de la Edad Moderna hasta tal punto que en el siglo XVII se había convertido en toda una moda a pesar de las prohibiciones que la legislación civil y castrense prescribían al respecto. D. Antonio tuvo un primer coqueteo con los duelos en 1677, hallándose en misión oficial en Madrid. Su rival iba a ser Juan de Lasarte, teniente general del castillo de Cambrai. Fue necesario recurrir a la mediación del duque de Osuna para ajustar las diferencias entre ambos militares y evitar su enfrentamiento. 
No ocurrió así un año después cuando Antonio ejerció el papel de "segunda espada" de su compañero de armas, el sargento mayor Juan de Velasco, quien desafió a su superior el teniente general Francisco Marcos de Velasco por causa de unas palabras de censura que el mando pronunció en contra de su subalterno. El duelo se saldó con la victoria de Antonio y Juan de Velasco. Pero su insolencia fue castigada rápidamente por el gobernador de los Países Bajos, que encerró en el castillo de Gante al primero y ordenó la ejecución del segundo. Antonio, temiendo correr la misma suerte, huyó de su prisión aprovechando la caída de la ciudad en manos francesas en marzo de 1678. Para evitar represalias se refugió en las Provincias Unidas, de donde solo regresó en octubre del mismo año tras obtener garantías de que se respetaría su vida. De hecho sus protectores en la corte lograron que tan solo se le amonestase y se le castigase con servir durante seis meses sin puesto.

## Príncipe de la isla de Tobago
Pero si un asunto destaca sobremanera en la trayectoria de D. Antonio es su proyecto para coronarse príncipe de la isla de Tobago. Durante su exilio forzado en las Provincias Unidas, D. Antonio inició una negociación con los Estados Generales para la cesión de esta isla del Caribe a su persona, a condición del mantenimiento de unas muy favorables condiciones económicas para los holandeses. D. Antonio intentó obtener el permiso de Carlos II para formalizar el proyecto, pero el Consejo de Indias y el Consejo de Estado desaconsejaron llevarlo a cabo. La muerte de Antonio en 1683 facilitó que la iniciativa cayese en el olvido.

## Marquesado de Tabuérniga
Como compensación por abandonar el proyecto de Tobago, Antonio recibió el título del marquesado de Tabuérniga en 1682. El título se creaba sobre un mayorazgo fundado en 1602 por el obispo Pedro Manso de Zúñiga, cuya principal renta consistía precisamente en la aldea de Tabuérniga, próxima a la localidad de Labastida (Álava).

## Muerte
En sus últimos años sufrió diversos achaques de salud que recomendaron el empleo de las aguas medicinales de la localidad de Spa. Allí fallecería el 3 de agosto de 1683.